# Kuok Io Keong
Kuok Io Keong (chiń. 郭耀強; ur. 12 kwietnia 1976 roku w Makau) – kierowca wyścigowy z Makau.

## Kariera
Mak rozpoczął karierę w wyścigach samochodowych w 2008 roku od startów w dywizji 2 Asian Touring Championship, gdzie jednak nie zdobywał punktów. W 2011 został zgłoszony do rundy World Touring Car Championship w Makau, jednak nie wystartował w żadnym wyścigu.